# Prolattina

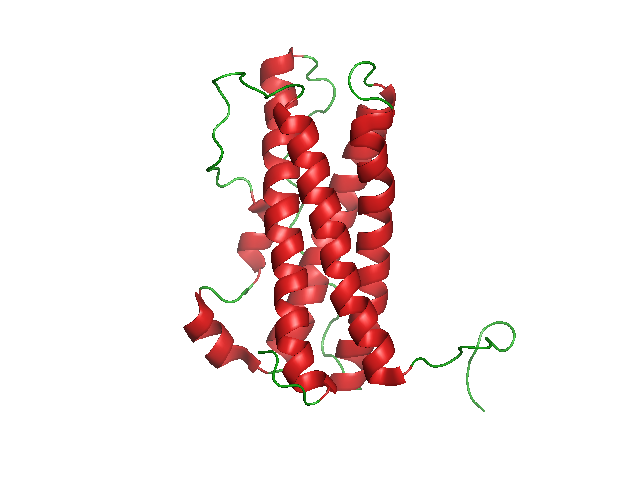
Struttura della prolattina

La prolattina (o PRL) è un ormone polipeptidico di 199 amminoacidi del peso di 23 kDa prodotto dalle cellule lattotrope dell'ipofisi anteriore che ne costituiscono circa il 30%. La sua principale azione è di promuovere la lattazione, poiché l'atto di succhiare la mammella della madre da parte del bambino aumenta la secrezione di prolattina ed essa stimola la lattogenesi. Ciò garantisce, quindi, una lattazione normale e adatta alle necessità del bambino. Ci sono, comunque, molti altri effetti della prolattina, che è prodotta anche nel sesso maschile.

## Biosintesi e secrezione della prolattina
La prolattina è prodotta e secreta dalle cellule della ghiandola adenoipofisi chiamate lattotrofi. Il gene responsabile dalla sintesi di prolattina si situa nel cromosoma 6..
I lattotrofi non sono, comunque, l'unico tipo cellulare capace di produrre prolattina. Essa viene anche prodotta da altre cellule specializzate dell'utero, della placenta, delle mammelle ed anche del sistema immunitario, dove si crede che coinvolga un ruolo paracrino e autocrino come citochina.
La biosintesi della prolattina coinvolge, innanzitutto, la sintesi di un pre-ormone, il cui peptide segnale N-terminale (una sequenza di amminoacidi situata nell'estremità N di una proteina, essendo responsabile del direzionamento del trasporto di questa proteina nel citoplasma) è tagliato enzimaticamente dalla catena proteica principale al fine di rendere il peptide biologicamente attivo. La estremità N-terminale è, quindi, glicosilata, ancora prima che la proteina arrivi all'Apparato del Golgi. Appena arrivate a questo organello sono deglicosilate tutte le molecole destinate all'immagazzinaggio intracellulare nei granuli per essere secrete durante la gravidanza o dopo stimoli acuti. Comunque, alcune delle molecole ancora glicosilate nell'estremità N-terminale, sottratte a questo processamento, vengono secrete continuamente, formando di conseguenza la prolattina presente nella circolazione di femmine non gravide.

## Regolazione della secrezione della prolattina
La prolattina è l'unico ormone ipofisario che soffre un tono inibitorio costante da parte dell'ipotalamo. Ciò è stato dimostrato dalla interruzione della comunicazione fra l'ipofisi e l'ipotalamo, quando la secrezione di prolattina aumenta, mentre quella degli altri ormoni ipofisari diminuisce. La regolazione della secrezione di prolattina resta comunque molto complessa ed è determinata da diverse situazioni e da diverse sostanze, ancora molto studiate. Alcune sostanze hanno, tuttavia, un'azione più forte, essendo la dopamina, per esempio, il fattore di inibizione più potente. Al contrario certe situazioni come la gravidanza e l'allattamento del bambino rendono più alti i livelli di prolattina.

### La secrezione di prolattina durante la gravidanza e l'allattamento
Durante la gravidanza, si osserva un aumento della produzione di prolattina, che può essere spiegato dall'azione di estrogeni che promuovono l'iperplasia delle cellule lattotrofe dell'ipofisi e l'aumento dell'espressione del gene della prolattina.
La presenza di estrogeni da sola non rappresenta comunque lo stimolo più significativo per la secrezione di prolattina dopo il parto. Essa aumenta principalmente grazie allo stimolo di suzione della mammella realizzato dal bambino. Questo riflesso neuroendocrino è attribuito all'azione della serotonina (5-HT), la cui liberazione è aumentata dalla stimolazione sensoriale fatta dal bambino nella mammella. Studi hanno dimostrato che l'iniezione di 5,7-diidrossitriptamina nel nucleo paraventricolare (PVN) dell'ipotalamo di ratti, una procedura che distrugge l'innervazione serotoninergica della regione, rendono questi ratti incapaci di rispondere a questo stimolo. Tecniche di immunocitochimica hanno infine comprovato che in questi ratti non si verificava la presenza di cellule serotoninergiche nel PVN mentre, in quei ratti che rispondevano allo stimolo, si potevano riscontrare molte cellule serotoninergiche, a riprova del ruolo fondamentale rivestito dalla serotonina. Si è osservato inoltre che, provocando lesioni nel PVN di ratti, la risposta allo stimolo era bloccata: con ciò si dimostrava che tale nucleo ipotalamico è il responsabile per il riflesso. Se la mammella non è stimolata dopo il parto, i livelli di prolattina ritornano al loro valore precedente alla gravidanza entro 6 settimane.

### La regolazione da parte della serotonina e del VIP
La serotonina, pur essendo un importante fattore di liberazione di prolattina, per svolgere tale azione dipende da un'altra sostanza, come dimostrato da alcuni studi. Questa sostanza, la cui liberazione è indotta dalla serotonina stessa, è conosciuta come VIP (Vasoactive Intestinal Peptide, ossia, peptide intestinale vasoattivo) e avrebbe un'azione paracrina nell'ipofisi, segnalando ai lattotrofi di produrre prolattina. Questo ruolo fondamentale del VIP è stato dimostrato mediante l'iniezione di serotonina e di siero anti-VIP nel cervello di conigli, il cui picco di prolattina nel plasma indotto dalla serotonina risultava molto più basso di quello presentato dai conigli che non avevano ricevuto il siero anti-VIP.

### L'inibizione da parte della dopamina
La dopamina è il principale fattore che inibisce la secrezione di prolattina, legandosi ai recettori D2 dei lattotrofi. Ciò diminuisce la produzione di AMP ciclico, apre canali del potassio e diminuisce il flusso di calcio verso il citoplasma cellulare. Come conseguenza, la secrezione e trascrizione genica della prolattina sono più basse. I livelli di dopamina necessari per inibire la secrezione di prolattina sono, comunque, molto più alti di quelli trovati nel sangue dei capillari sistemici. Tuttavia, nel sangue che circola nei capillari situati nell'eminenza mediana (struttura anatomica di collegamento tra l'ipofisi e l'ipotalamo, dalla quale inizia la circolazione portale ipotalamo-ipofisaria), i livelli di dopamina sono più alti di quelli sistemici: gli assoni dei neuroni che producono la dopamina (situati nel nucleo arcuato dell'ipotalamo) scaricano infatti il loro contenuto direttamente su questi capillari, permettendo, quindi, che la dopamina venga concentrata nella circolazione ipofisaria. L'alta concentrazione di dopamina nella circolazione ipofisaria permette all'ipotalamo di generare un tono inibitorio sulla produzione di prolattina, rendendo questo l'unico ormone ipofisario ad essere regolato mediante un tono inibitorio ipotalamico. Ciò può essere dimostrato da esperimenti in cui l'ipofisi di ratti è trapiantata ad un'altra regione del corpo, trovandosi in tal modo ad essere irrigata da capillari sistemici (non ipofisari). Come detto prima, il sangue della circolazione sistemica si caratterizza per una concentrazione di dopamina molto più bassa di quello ipofisario, la cui incapacità di mantenere il tono inibitorio ipotalamico sulla secrezione di prolattina risulta in un aumento di quest'ultima nella situazione sperimentale descritta.

### Il sonno e la secrezione di prolattina
La secrezione di prolattina presenta picchi durante il sonno, specialmente dopo 60/90 minuti dall'inizio delle onde lente.

### Meccanismo di retroazione
Studi hanno rivelato che la prolattina presenta un meccanismo di retroazione (feedback negativo) che regola la sua secrezione. Alti livelli di prolattina favoriscono la sintesi di dopamina, il suo fattore inibitorio, nei neuroni dopaminergici dell'ipotalamo, costituendo, quindi, un meccanismo di retroazione.

### Il ruolo del TRH
Anche il TRH svolge un ruolo di fattore di liberazione di prolattina. I lattotrofi presentano recettori per TRH, comunque, i meccanismi di azione del TRH nella secrezione della prolattina sono complessi. Alcuni studi dimostrano che il TRH promuove la formazione di arachidonato dalla conversione di fosfolipidi della membrana cellulare, dato che l'inibizione dell'enzima diacilglicerolo lipasi, fondamentale per questa via biochimica, diminuisce la secrezione basale di prolattina e annulla l'effetto del TRH sui lattotrofi.

### Altre sostanze che inibiscono la secrezione di prolattina
È stato dimostrato che un peptide, prodotto dalle modificazioni post traduzionali del precursore dell'ormone GnRH, il GAP (GnRH associated peptide, ossia, peptide associato al GnRH), realizza un'inibizione della secrezione di prolattina. Ciò spiega il rapporto inverso esistente fra i livelli plasmatici di prolattina e di GnRH.
Anche il neurotrasmissore GABA ha dimostrato di inibire la secrezione di prolattina in vitro.

### Altre sostanze che aumentano la secrezione di prolattina
È stata dimostrata da poco, l'esistenza di un peptide che presenta un'azione specifica sui lattotrofi, aumentando la loro produzione e secrezione di prolattina, il peptide liberatore di prolattina (PrRP, dall'inglese Prolactin Releasing Peptide). L'azione di questo peptide dipende dai livelli alti di estrogeni, che lo rendono più efficace.
Altro ormone capace di aumentare la secrezione di prolattina è l'ossitocina. In vitro, cellule dell'ipofisi anteriore hanno presentato una produzione più elevata di prolattina in presenza di ossitocina. Comunque, quando somministrati alcuni farmaci che inibiscono la sua azione, i livelli di prolattina sono cresciuti nonostante lo stimolo sulle mammelle fosse realizzato. Ciò dimostra che, pur essendo un fattore di promozione alla secrezione, l'ossitocina non coinvolge un ruolo fondamentale, quando, in realtà, ci sono altri meccanismi neuro-endocrini più potenti. L'inibizione dell'ossitocina ha, quindi, influenzato soltanto la secrezione basale di prolattina, rendendo i picchi normalmente verificati lungo la giornata più piccoli.
Altri sostanze come gli oppioidi, la neurotensina e l'angiotensina II aumentano la secrezione di prolattina. In particolare, gli oppioidi esogeni, come la beta-endorfina, aumentano in vivo la secrezione di prolattina, ma non hanno la stessa capacità in vitro, dimostrando che l'effetto dipende da altri meccanismi indiretti nel sistema nervoso centrale.
L'iperprolattinemia è associata anche al TSH. L'ipotiroidismo può causare un aumento della prolattina a causa di un meccanismo di feedback: la tiroide, non producendo abbastanza ormoni, segnala all'ipotalamo di produrre più TRH (ormone rilasciante tireotropina), che a sua volta stimola l'ipofisi a produrre più TSH (ormone stimolante la tiroide). Questo aumento di TSH può poi stimolare la produzione di prolattina.

### Altri fattori
I livelli di prolattina possono aumentare anche dopo l'esercizio fisico, pasti, rapporti sessuali e dopo alcune chirurgie. Alcuni episodi convulsivi possono portare ad un aumento della prolattina.

## Meccanismo molecolare di azione
I recettori cellulari della prolattina hanno un segmento extracellulare omologo a quello dei recettori dell'ormone della crescita (GH). I segmenti intracitoplasmatici dei recettori della prolattina, comunque, sono diversi e più corti di quelli del GH.
Come il GH e altri ormoni, la prolattina si lega a due recettori, che si accoppiano, formando un dimero. La trasduzione del segnale è realizzata dalla via di segnalazione delle JAK/STAT. La formazione di dimeri del recettore attiva la proteina Janus chinasi (JAK), che ha una funzione di tirosina chinasi, ossia, è in grado di fosforilare residui di tirosina di altre proteine. Le proteine JAK, quindi, fosforilano alcuni residui di tirosina dei recettori di prolattina dimerizzati, creando in questi residui siti di interazione per proteine capaci di legarsi a residui di fosfotirosina. Le proteine STAT, avendo questa capacità, si legano ai recettori di prolattina fosforilati, dopodiché sono fosforilate anch'esse dalle proteine JAK. La fosforilazione delle proteine STAT promuove la loro dimerizzazione e i dimeri formati da due molecole di STAT fosforilate sono in grado di agire nel nucleo cellulare, dove regolano l'espressione genica, generando l'effetto biologico finale della prolattina.
Altre vie di trasduzione del segnale della prolattina includono la via delle MAP chinasi, secondi messaggeri di fosfatidilinositolo e canali del calcio.

## Effetti biologici intracellulari
La prolattina promuove la captazione di alcuni amminoacidi e la trascrizione di geni che producono le proteine del latte, come la caseina, la lattoalbumina e la β-lattoalbumina. Anche la produzione di enzimi importanti per la sintesi del lattosio (il principale carboidrato del latte) è aumentata dalla prolattina. Fra questi enzimi si trovano la galattosiltrasferasi e la N-acetilattosamina sintetasi. Gli acidi grassi e i fosfolipidi hanno anch'essi una produzione più elevata promossa dalla prolattina, che aumenta, inoltre, la responsività dei suoi stessi recettori.
Tutte queste azioni intracellulari promuovono, quindi, il processo di lattogenesi e garantiscono l'allattamento del neonato secondo le sue necessità.

## Effetti biologici sistemici
Valori alti di prolattina sono marcatori di tumore alla ipofisi, alla mammella e alla prostata, in quanto questi tipi di tumore rilasciano molta prolattina.
Sebbene regoli crescita e funzione della ghiandola mammaria, la prolattina è ritenuta un marcatore, non una causa scatenante il cancro al seno.
Per l'Iperplasia prostatica benigna, la prolattina alta è un fattore di rischio se nella prostata è anche presente il testosterone. La prolattina stimolerebbe la 5-alfa-reduttasi con conseguente aumento del DHT2 nella prostata. La prolattina modulerebbe inoltre la concentrazione all'interno della prostata dello zinco, dell'acido citrico e del fruttosio.

### Effetti sulla ghiandola mammaria e sulla lattogenesi
La prolattina regola la maturazione della ghiandola mammaria durante tre fasi della vita delle femmine: la pubertà, la gravidanza e il periodo di allattamento. Questo processo di maturazione coinvolge diversi processi biologici di proliferazione dei dotti e di altre strutture alveolari della ghiandola mammaria, ben come processi di ritenzione di substrati necessari alla produzione di latte.
La prima fasi della maturazione avviene durante la pubertà, nel processo conosciuto come mammogenesi, quando la prolattina promuove lo sviluppo del sistema lobulo-alveolare della ghiandola. In questa fase è fondamentale anche il ruolo di altri ormoni oltre alla prolattina, come gli estrogeni, il progesterone e i glucocorticoidi.
Durante la gravidanza, la prolattina, assieme a tutti questi ormoni ed anche al lattogeno placentare, promuove un ulteriore sviluppo del tessuto mammario. Comunque, finché succeda il parto, la prolattina non induce la lattogenesi, anche se il tessuto mammario è assai sviluppato ed i livelli di prolattina sono sufficientemente elevati ancora prima della nascita del bambino.
Soltanto dopo il parto la prolattina è in grado di indurre la lattogenesi. La spiegazione per questo fenomeno è attribuita al quadro ormonale diverso in cui si trova la madre dopo il parto, quando i livelli di progesterone e di estrogeni sono molto più bassi di quelli trovati durante la gravidanza. Si crede quindi, che gli alti livelli di progesterone durante la gravidanza, siano in grado di inibire la sintesi di proteine del latte, come la β-caseina, tramite la repressione della via di trasduzione del segnale che è responsabile dalla sintesi di queste proteine sotto lo stimolo della prolattina.. Dopo il parto, comunque, i livelli di progesterone sono molto più bassi, rendendo la prolattina capace di indurre la lattogenesi. Altro fenomeno importante che garantisce l'azione lattogenica della prolattina dopo il parto è l'aumento dei livelli di cortisolo libero nel plasma in questo periodo, grazie alla produzione più bassa delle proteine a cui si lega il cortisolo (le globuline leganti di glucocorticoidi).

### Effetti sulla riproduzione
Nei roditori la prolattina presenta una grande importanza nella regolazione del comportamento riproduttivo. Nei ratti maschi è stata evidenziata la capacità della prolattina di ridurre la loro attività riproduttiva. Nelle femmine, invece, la prolattina partecipa dell'ovulazione e mantiene l'attività del corpo luteo, stimolando la secrezione di progesterone da parte di questo. Grazie a questo effetto stimolante sul corpo luteo dei roditori, la prolattina era conosciuta prima come ormone luteotrofico.
Negli umani la prolattina presenta diversi effetti sulla riproduzione, essi non ancora totalmente compresi. Una delle principali azioni della prolattina riguarda la soppressione del ciclo mestruale durante il periodo di allattamento, denominata amenorrea lattazionale. La prolattina, quindi, induce un periodo di refrattarietà alla fecondazione, quando la donna presenta una naturale infertilità, che, comunque, non è garantita.
Molti studi hanno dimostrato che la prolattina agisce tanto nell'asse ipotalamo-ipofisi-gonade, come direttamente sugli ovari. L'iperprolattinemia osservata durante l'allattamento, mantenuta dallo stimolo di suzione della mammella, inibisce la sintesi e la secrezione di GnRH, causando la perdita della pulsatilità normale di questo ormone e così, si crea uno stato di anovulazione (infertilità).

### Effetti sul metabolismo
La prolattina può agire sul metabolismo del calcio durante la gravidanza e l'allattamento, mediante l'induzione della secrezione di PTHrP (proteina correlata all'ormone paratiroideo). Tale proteina è infatti in grado di modificare il metabolismo calcico sia livello locale sia a livello sistemico.

### Effetti sul sistema immunitario
Promuove l'attivazione del natural killer e la crescita dei linfociti T, blocca l'apoptosi dei leucociti. Ad alti livelli depreime l'attività del natural killer. 

### Effetti nei maschi
È presente in piccole quantità anche nel maschio.
Siccome la prolattina inibisce la sintesi di GnRH, alti livelli di quest´ormone influiscono negativamente sui livelli di testosterone e quindi sul desiderio sessuale.

In quanto stimola la crescita della ghiandola mammaria nelle donne, anche negli uomini può essere causa di ginecomastia.
La PRL ha un'emivita di circa 26-47 minuti e viene catabolizzata prevalentemente a livello epatico.
La concentrazione della prolattina nel sangue è espressa dalla prolattinemia, che presenta valori medi di 4-20 ng/ml.